# Rancho Nuevo, Pinal de Amoles
Rancho Nuevo är en ort i Mexiko.   Den ligger i kommunen Pinal de Amoles och delstaten Querétaro Arteaga, i den centrala delen av landet, 200 km norr om huvudstaden Mexico City. Rancho Nuevo ligger 1 586 meter över havet och antalet invånare är 232.
Terrängen runt Rancho Nuevo är kuperad åt nordost, men åt sydväst är den bergig. Runt Rancho Nuevo är det ganska glesbefolkat, med 23 invånare per kvadratkilometer. Närmaste större samhälle är Jalpan, 7,4 km öster om Rancho Nuevo. I omgivningarna runt Rancho Nuevo växer huvudsakligen savannskog.